# Potenza (matematica)
In matematica, la potenza è un'operazione che associa a una coppia di numeri {\displaystyle a} e {\displaystyle n,} detti rispettivamente base ed esponente, il numero dato dal prodotto di {\displaystyle n} fattori uguali ad {\displaystyle a}:
{\displaystyle a^{n}=\underbrace {a\cdot a\cdot a\cdots a} _{n\mathrm {volte} }}
in questo contesto {\displaystyle a} può essere un numero intero, razionale o reale mentre {\displaystyle n} è un numero intero positivo. Con opportune ipotesi su {\displaystyle a} è possibile considerare anche altri valori numerici per gli esponenti, ad esempio esponenti interi (anche non positivi), razionali o reali.
Le potenze scritte nella forma {\displaystyle a^{n}} si leggono "{\displaystyle a} elevato alla {\displaystyle n}" o più semplicemente "{\displaystyle a} alla {\displaystyle n}". L'esponente è usualmente rappresentato come apice immediatamente a destra della base.

## Peculiarità ed esempi
Alcuni esponenti hanno un loro nome. L'esponente due è spesso indicato come "al quadrato" (un numero alla seconda rappresenta l'area di un quadrato che abbia per lato quel valore) e l'esponente {\displaystyle 3} come "al cubo" (un numero alla terza rappresenta il volume di un cubo che abbia per spigolo quel valore).
Esempi:
- {\displaystyle 3^{2}=3\cdot 3=9} si legge "tre alla seconda" oppure "tre al quadrato"
- {\displaystyle 2^{3}=2\cdot 2\cdot 2=4\cdot 2=8} si legge "due alla terza" oppure "due al cubo"
- {\displaystyle 3^{4}=3\cdot 3\cdot 3\cdot 3=9\cdot 9=81} si legge "tre alla quarta" oppure "tre elevato alla quarta"
- {\displaystyle \left({\frac {1}{2}}\right)^{3}={\frac {1}{2}}\cdot {\frac {1}{2}}\cdot {\frac {1}{2}}={\frac {1}{8}}} si legge "un mezzo alla terza" oppure "un mezzo al cubo"

L'operazione si estende a {\displaystyle n=0} ponendo per ogni {\displaystyle a\neq 0}
{\displaystyle a^{0}=1,}
(nel caso in cui {\displaystyle n=0} e {\displaystyle a=0} l'operazione non è definita: non esiste {\displaystyle 0^{0}})
e a {\displaystyle n} negativi ponendo
{\displaystyle a^{-k}={\frac {1}{a^{k}}}.}
Ad esempio,
{\displaystyle 10^{-3}={\frac {1}{10^{3}}}=0,001.}

## Proprietà
Le seguenti proprietà sono di immediata verifica nel caso in cui gli esponenti siano numeri interi positivi:
- Il prodotto di due, o più potenze aventi la stessa base, è una potenza che ha per base la stessa base e come esponente la somma degli esponenti:

{\displaystyle a^{n}\cdot a^{m}=a^{n+m}.}
{\displaystyle a^{n+m}=\prod _{k=1}^{n+m}a=\prod _{k=1}^{n}a\cdot \prod _{k=n+1}^{n+m}a,}
ma ricordiamo che
{\displaystyle \prod _{k=n+1}^{n+m}a=\prod _{k=1}^{m}a,}
quindi
{\displaystyle a^{n+m}=\prod _{k=1}^{n+m}a=\prod _{k=1}^{n}a\cdot \prod _{k=1}^{m}a=a^{n}a^{m}.}
- Il quoziente di potenze aventi la stessa base, è una potenza che ha per base la stessa base e come esponente la differenza degli esponenti:

{\displaystyle {\frac {a^{n}}{a^{m}}}=a^{n-m}.}
{\displaystyle {\frac {a^{n}}{a^{m}}}={\frac {a\cdot a^{n-1}}{a\cdot a^{m-1}}}={\frac {a\cdot a\cdot a^{n-2}}{a\cdot a\cdot a^{m-2}}}.}
Estraendo fino ad avere {\displaystyle a^{m}} otteniamo il seguente risultato:
{\displaystyle {\frac {a^{m}\cdot a^{n-m}}{a^{m}\cdot a^{m-m}}}={\frac {a^{n-m}}{a^{0}}}=a^{n-m}.}
- La potenza di una potenza è una potenza in cui la base rimane la stessa e l'esponente è dato dal prodotto degli esponenti:

{\displaystyle \left(a^{n}\right)^{m}=a^{n\cdot m}=\left(a^{m}\right)^{n}.}
NB: {\displaystyle (a^{m})^{n}\neq a^{m^{n}}=a^{(m^{n})};} infatti, ad esempio, {\displaystyle (10^{10})^{100}=10^{1000}} è formato da un 1 seguito da 1000 zeri, mentre {\displaystyle 10^{10^{100}}=10^{(10^{100})}} è formato da un 1 seguito da {\displaystyle 10^{100}} zeri.
- Il prodotto di potenze con lo stesso esponente è una potenza che ha per esponente lo stesso esponente e per base il prodotto delle basi:

{\displaystyle a^{n}\cdot b^{n}=(a\cdot b)^{n}.}
Espandiamo le potenze come prodotti e applichiamo la proprietà commutativa per {\displaystyle a} e {\displaystyle b}
{\displaystyle a\cdot a\cdots a\cdot b\cdot b\cdots b=a\cdot b\cdot a\cdot b\cdots a\cdot b.}
Otteniamo sempre un prodotto di {\displaystyle a} e {\displaystyle b} per {\displaystyle n} volte cioè
{\displaystyle a^{n}\cdot b^{n}=\underbrace {a\cdot b\cdot a\cdot b\cdots a\cdot b} _{n\ volte}=\left(a\cdot b\right)^{n}.}
- Il quoziente di potenze con lo stesso esponente è una potenza che ha per esponente lo stesso esponente e per base il quoziente delle basi:

{\displaystyle {\frac {a^{n}}{b^{n}}}=\left({\frac {a}{b}}\right)^{n}.}
Espandiamo le potenze come prodotti e separiamo le frazioni
{\displaystyle {\frac {a\cdot a\cdot a\cdot \dots \cdot a}{b\cdot b\cdot b\cdot \dots \cdot b}}={\frac {a}{b}}\cdot {\frac {a}{b}}\cdot {\frac {a}{b}}\cdot \dots \cdot {\frac {a}{b}}=\left({\frac {a}{b}}\right)^{n}.}
Notiamo che la definizione {\displaystyle a^{0}=1} risulta ora più comprensibile poiché è consistente con le proprietà appena viste, infatti:
{\displaystyle {\frac {a^{n}}{a^{n}}}=a^{n-n}=a^{0}=1.}
Si noti che {\displaystyle a^{0}} è un prodotto vuoto e pertanto è uguale a {\displaystyle 1.}
E lo stesso vale per la definizione di {\displaystyle a^{-x}}, infatti:
{\displaystyle a^{-x}=a^{0-x}={\frac {a^{0}}{a^{x}}}={\frac {1}{a^{x}}}.}

## Radici ed esponenti frazionari

Grafico di funzioni x^{a} per esponenti maggiori di 1 (sotto la bisettrice degli assi), e minori di 1 (sopra la bisettrice)

Dato un numero reale non negativo {\displaystyle a} e un numero intero positivo {\displaystyle n,} si chiama radice {\displaystyle n}-esima di {\displaystyle a} quel numero reale non negativo {\displaystyle b} tale che {\displaystyle b^{n}=a}, tale numero si indica con {\displaystyle {\sqrt[{n}]{a}}}.
Da questa definizione si ha subito che
{\displaystyle \left({\sqrt[{n}]{a}}\right)^{n}=a,}
per ogni numero reale non negativo {\displaystyle a}. Quindi è ragionevole (in virtù delle proprietà delle potenze) porre
{\displaystyle a^{\frac {1}{n}}:={\sqrt[{n}]{a}}.}
In questo modo le proprietà delle potenze sono ancora rispettate, infatti
{\displaystyle \left(a^{\frac {1}{n}}\right)^{n}:=a^{{\frac {1}{n}}\cdot n}=a^{1}=a,}
come avviene per la radice {\displaystyle n}-esima.
Più in generale la definizione di potenza può essere estesa ulteriormente, con alcune restrizioni, consentendo all'esponente di essere un numero razionale {\displaystyle {\tfrac {x}{y}}}, con {\displaystyle x} e {\displaystyle y} interi primi tra loro e {\displaystyle y\neq 0}, se si pone:
{\displaystyle a^{\frac {x}{y}}:={\sqrt[{y}]{a^{x}}}.}
In questo caso:
- se {\displaystyle y} è pari, la potenza è definita per {\displaystyle a} reale non negativo;
- se {\displaystyle y} è dispari:
  - se {\displaystyle x} è positivo, la potenza è definita per qualsiasi {\displaystyle a};
  - se {\displaystyle x} è non positivo, la potenza è definita per qualsiasi {\displaystyle a} non nullo.

Trascurando tali restrizioni e l'ipotesi {\displaystyle x} e {\displaystyle y} primi tra loro si cade in assurdi quali:
{\displaystyle -1={\sqrt[{3}]{-1}}=(-1)^{\frac {1}{3}}=(-1)^{\frac {2}{6}}={\sqrt[{6}]{(-1)^{2}}}={\sqrt[{6}]{1}}=1}
Il passaggio errato è il terzo, in quanto {\displaystyle (-1)^{\frac {2}{6}}} non è definito in {\displaystyle \mathbb {R} }.

## Potenze ad esponente reale
È possibile estendere la definizione dell'operazione di elevamento a potenza anche ai casi in cui base ed esponente sono dei generici numeri reali (con la base però sempre positiva) facendo in modo che si conservino le regole di operazione tra potenze e che la funzione potenza risultante sia una funzione continua, e questa estensione è unica. Si può in tal modo dare senso a espressioni come {\displaystyle 3^{\sqrt {2}}} o eπ.
Definiamo inizialmente {\displaystyle a^{b}} con la base {\displaystyle a>1} e l'esponente {\displaystyle b>0}, entrambi numeri reali.
Possiamo scrivere {\displaystyle b} nella sua rappresentazione in base {\displaystyle 10} con la scrittura:
{\displaystyle b=b_{0},b_{1}b_{2}b_{3}b_{4}\ldots }
La successione {\displaystyle \beta _{n}} dei numeri
{\displaystyle \beta _{0}=b_{0}}
{\displaystyle \beta _{1}=b_{0},b_{1}}
{\displaystyle \beta _{2}=b_{0},b_{1}b_{2}}
{\displaystyle \beta _{3}=b_{0},b_{1}b_{2}b_{3}}
{\displaystyle \dots }
è una successione di numeri razionali crescente che tende a {\displaystyle b}.
La potenza {\displaystyle a^{\beta _{n}}} ha esponente razionale, quindi è stata definita.
La successione di numeri reali
{\displaystyle a^{\beta _{0}}}
{\displaystyle a^{\beta _{1}}}
{\displaystyle a^{\beta _{2}}}
{\displaystyle \dots }
è una successione anch'essa crescente (poiché {\displaystyle a>1}), risulta quindi naturale definire il valore di {\displaystyle a^{b}} come l'estremo superiore di tale successione:
{\displaystyle a^{b}:={\mbox{sup}}_{n}\{a^{\beta _{n}}\}.}
Nel caso in cui la base fosse un numero compreso tra {\displaystyle 0} e {\displaystyle 1} si può definire:
{\displaystyle a^{b}:=((a^{-1})^{b})^{-1},}
poiché {\displaystyle a^{-1}} in questo caso è maggiore di {\displaystyle 1} e quindi il secondo membro è definito.
Difatti, essendo {\displaystyle a^{b}=((a^{-1})^{b})^{-1}=((a^{-1})^{-b})}, si ha la seguente successione di numeri reali (considerando {\displaystyle \beta _{n}} come prima):
{\displaystyle (a^{-1})^{-\beta _{0}}}
{\displaystyle (a^{-1})^{-\beta _{1}}}
{\displaystyle (a^{-1})^{-\beta _{2}}}
{\displaystyle \dots }
che è una successione decrescente e quindi si può porre, in questo caso, {\displaystyle a^{b}:={\mbox{inf}}_{n}\{(a^{-1})^{-\beta _{n}}\}}.